# Obaga de Montpedrós
L'Obaga de Montpedrós és una obaga del terme municipal de Conca de Dalt, a l'antic terme d'Hortoneda de la Conca, al Pallars Jussà, en territori que havia estat de l'antic poble de Segan.
Es troba a llevant d'Hortoneda, al vessant occidental del Montpedrós, al nord-oest de les Bordes de Segan. És a migdia de la Solana de la Font de Montsor i a llevant de lo Solanell.